# 통화 조례
통화 조례(Currency Act)는 영국의회에 의해 1764년 제정된 법으로 식민지에서 자신들의 통화를 만드는 것을 금지하고 세금을 지폐 대신 은화 혹은 정금을 내도록 한 법이다.
영국령 아메리카 식민지에서 발행한 지폐를 규제하는 영국 의회의 여러 법령 중 하나이다. 이 법은 영국 상인과 채권자들이 감가 상각된 식민지 통화로 지불되는 것을 보호하기 위해 노력했다. 이 정책은 식민지와 대영제국 사이에 긴장을 불러일으켰고, 미국 독립 초기에 식민지 개척자들은 불만을 토로했다. 그러나 현대 경제 역사가들과 경제학자들 사이의 합의된 견해는 식민지 개척자들이 영국 상인들에게 빚진 것이 혁명의 주요 원인이 아니라는 것이다. 1995년 경제사협회(Economic History Association) 회원 178명을 무작위로 조사한 결과 경제학자의 92%와 역사가의 74%가 "식민지인이 영국 상인과 다른 민간 시민에게 진 빚이 가장 강력한 원인 중 하나"라는 진술에 동의하지 않는 것으로 나타났다.

## 같이 보기
- 중상주의
- 항해법
- 설탕법